# 卡帕拉奧國家公園

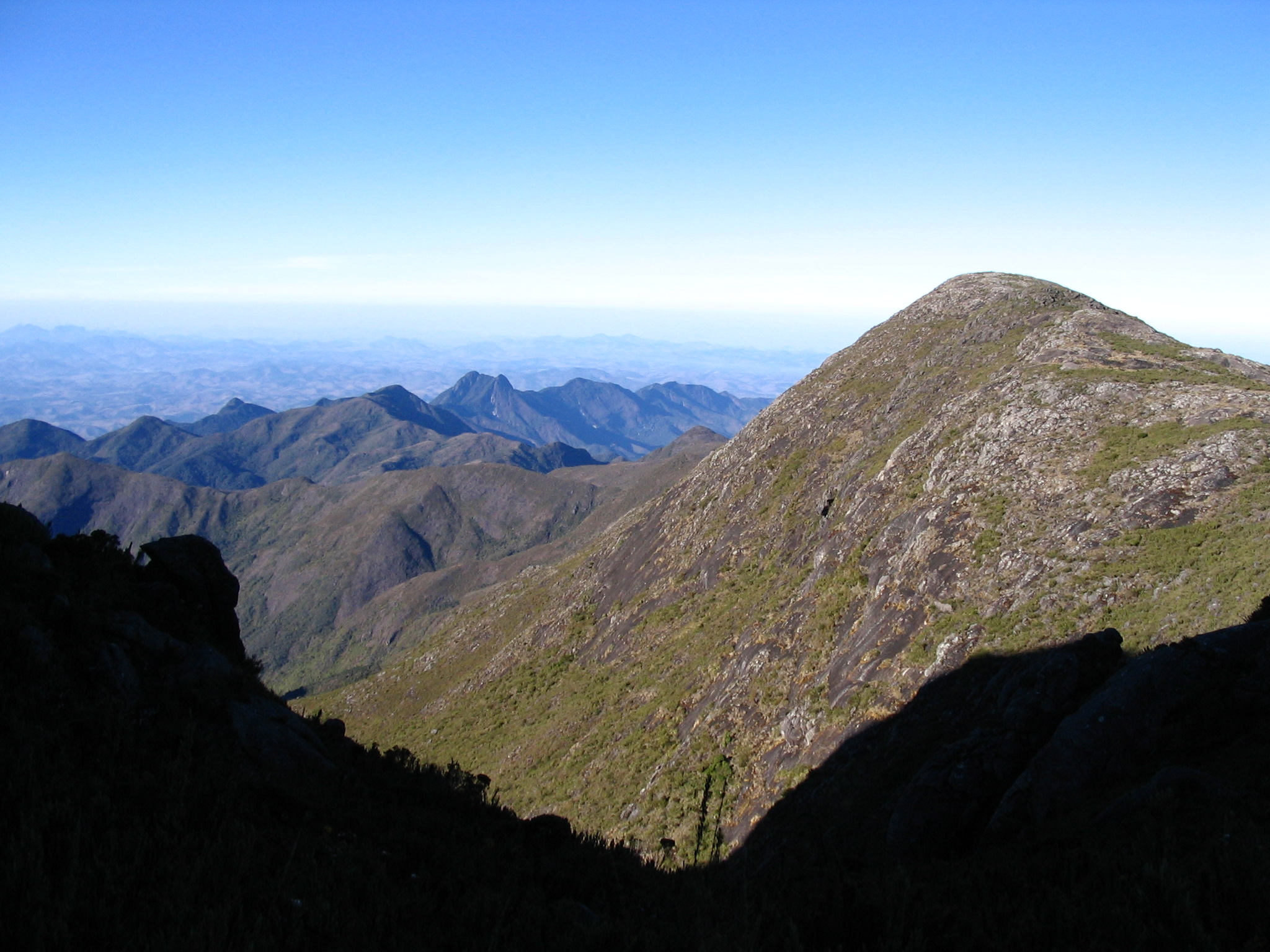

20°25′52″S 41°47′20″W / 20.431°S 41.789°W
卡帕拉奧國家公園（葡萄牙語：Parque Nacional do Caparaó），是巴西的國家公園，位於該國東南部米納斯吉拉斯州和聖埃斯皮里圖州，成立於1961年5月24日，佔地3.2萬公頃，最高點海拔高度2,892米，每年平均降雨量1,000毫米。